# مكتب الأمم المتحدة لغرب إفريقيا والساحل

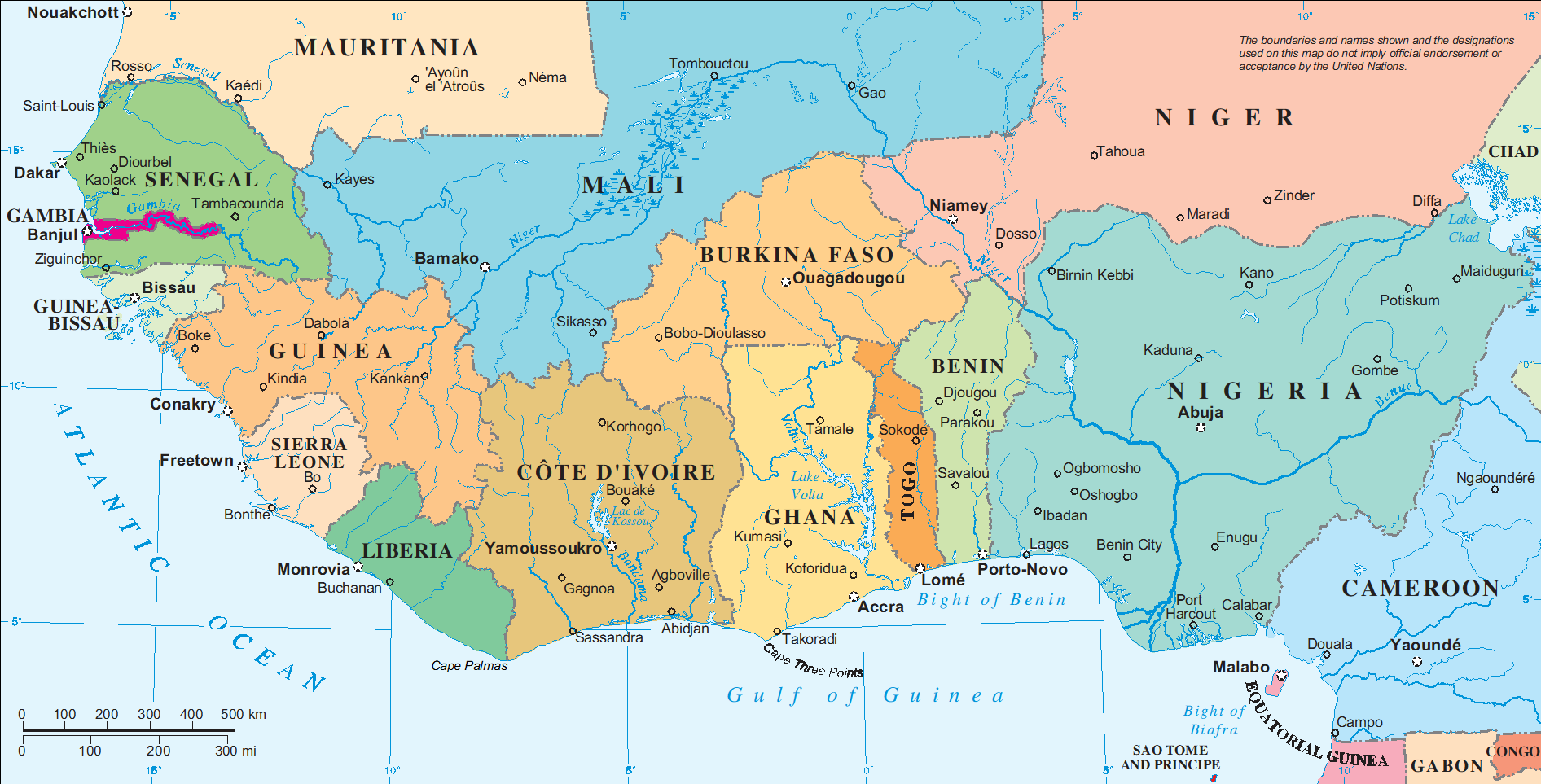
الخريطة السياسية لغرب أفريقيا

مكتب الأمم المتحدة لغرب إفريقيا والساحل هو بعثة سياسية للأمم المتحدة في داكار، السنغال، أُنشئت عام 2002 للدبلوماسية الوقائية والوساطة السياسية والتيسير في غرب إفريقيا ومنطقة الساحل. تدار من قبل إدارة الأمم المتحدة للشؤون السياسية وبناء السلام. 

## التأسيس
في رسالة  إلى الأمين العام للأمم المتحدة في 28 كانون الثاني عام 2016، طلب مجلس الأمن من مكتب المبعوث الخاص لمنطقة الساحل ومكتب الأمم المتحدة لغرب أفريقيا الأندماج في كيان واحد، مكتب الأمم المتحدة لغرب إفريقيا والساحل، ويهدف الاندماج إلى صياغة أوجه تآزر لتحسين التعامل مع بلدان غرب إفريقيا والساحل.
في 12 فبراير 2016، تولى السيد محمد بن شامباس مهام الممثل الخاص للأمين العام للأمم المتحدة لغرب إفريقيا والساحل، بينما أصبحت السيدة هيروت جيبري سيلاسي نائبة الممثل الخاص.

## المهام
يتولى مكتب الأمم المتحدة لغرب أفريقيا مسؤولية الدبلوماسية الوقائية والمساعي الحميدة والوساطة السياسية وجهود التيسير في غرب أفريقيا ومنطقة الساحل. يعمل مكتب الأمم المتحدة لغرب أفريقيا أيضًا على توطيد السلام والحكم الديمقراطي في البلدان الخارجة من الصراع أو الأزمات السياسية.
يعمل المكتب بشكل وثيق مع الاتحاد الأفريقي، والجماعة الاقتصادية لدول غرب أفريقيا، واتحاد نهر مانو، ولجنة حوض بحيرة تشاد، ومفوضية خليج غينيا، ومجموعة الساحل الخمسة، بالإضافة إلى شركاء إقليميين آخرين لدعم الحلول الإقليمية للتهديدات الشاملة للسلم والأمن ، مثل الإرهاب والتطرف العنيف والجريمة المنظمة عبر الوطنية والقرصنة وانعدام الأمن البحري.
يساعد مكتب الأمم المتحدة المؤسسات الإقليمية والدول الأعضاء على تعزيز قدراتها في مجال الحكم الرشيد واحترام سيادة القانون وحقوق الإنسان وتعميم مراعاة المنظور الجنساني في منع النزاعات
يقود مكتب الأمم المتحدة تنفيذ استراتيجية الأمم المتحدة المتكاملة لمنطقة الساحل،  التي أقرها مجلس الأمن في يونيو 2013. تتضمن الإستراتيجية مجموعة من البرامج والمبادرات في مجالات الحوكمة والأمن والمرونة.

## وساطة نزاع باكاسي
يرأس الممثل الخاص للأمين العام التابع لمكتب الأمم المتحدة لغرب أفريقيا لجنة الكاميرون ونيجيريا المختلطة، التي أُنشئت لتسهيل تنفيذ قرار محكمة العدل الدولية لعام 2002 بشأن النزاع الحدودي بين الكاميرون ونيجيريا. وتشمل ولاية اللجنة المختلطة دعم تعيين وترسيم 2001 كيلومتر من الحدود البرية والبحرية بين البلدين، مما يسهل الانسحاب ونقل السلطة على طول الحدود، ومعالجة حالة السكان المتضررين ودعم تدابير بناء الثقة. تم التوصل إلى قرارات واتفاقات بشأن الأقسام الأربعة من حكم محكمة العدل الدولية، بما في ذلك الانسحاب ونقل السلطة في منطقة بحيرة تشاد (ديسمبر 2003)، على طول الحدود البرية (يوليو 2004)، وفي شبه جزيرة باكاسي (يونيو 2006) .
كان الإكمال السلمي لنقل السلطة في باكاسي من نيجيريا إلى الكاميرون، في آب / أغسطس 2008، بمثابة علامة فارقة في تنفيذ قرار محكمة العدل الدولية والتسوية السلمية للنزاع الحدودي بين البلدين. لقد أعاق الترسيم المادي للحدود بسبب انعدام الأمن في المناطق الحدودية، ولا سيما العنف المرتبط بتمرد بوكو حرام المستمر.

## روابط خارجية
- الموقع الرسمي لمكتب الأمم المتحدة لغرب أفريقيا